# Motivando a la Yal: Special Edition
Motivando a la Yal: Special Edition es la edición especial o continuación del álbum Motivando a la Yal del dúo puertorriqueño Zion & Lennox. Fue publicado el 7 de junio de 2005 a través de las compañías discográficas White Lion Records, Coexistence Records, Baby Records y Toma Enterprises.
Esta edición cuenta con 15 canciones, de los cuales son en complemento nuevas canciones, remixes y especiales. Entre las canciones se destacan los remixes de «Bandida», «Ahora», «Hasta abajo» y «Yo voy»; este último aparece bajo dos versiones, la original y un featuring, titulado «Donde están las mamis?».

## Antecedentes
En 2003, Zion & Lennox saltaron de la escena underground del reguetón una vez que participan en álbumes y compilaciones como Desafío, Mas Flow y Blin Blin, Vol. 1, que les da popularidad en todo el país. Al año siguiente publicaron su primer álbum de estudio, titulado Motivando a la Yal, el cual logra volverse disco de oro en Puerto Rico, apoyado por sus sencillos «Bandida», «Yo Voy» y «Doncella», todos ingresando al top 40 de Billboard.
Debido a este éxito, se embarcaron en una gira alrededor de Estados Unidos y América Central, logrando mayor visibilidad e incluso llegar a presentarse en el Madison Square Garden. Su participación en álbumes recopilatorios también se incrementó, apareciendo en álbumes como Flow la Discoteka de DJ Nelson, El que habla con las manos de Eliel y Mas flow 2. Otro punto de éxito fue la colaboración «Tu príncipe» con Daddy Yankee, para su álbum Barrio fino, el cual ambos interpretaron en vivo mientras hacían sus giras, usando como medley su otra colaboración «Yo voy».
Tan pronto volvieron de su tour, sus fanáticos querían nuevo material musical de ellos, y debido a eso, decidieron publicar la edición especial de su primer álbum, presentando los sellos Baby Records y Toma Enterprises, ambas a cargo del dúo de manera individual. Como promoción, liberaron el sencillo «Don't Stop», el cual alcanzó la décima posición dentro del Latin Rhythm Airplay de Billboard. El nuevo álbum, contiene 4 remixes, con influencias de salsa, merengue y rock, en especial con la versión acústica de «Yo voy a llegar».

## Lista de canciones
| N.º   | Título                                                                               | Productor(es)        | Duración |  |
| 1.    | «Don't Stop»                                                                         | Bones                | 3:39     |  |
| 2.    | «Bandida (Remix)»                                                                    | DJ Urba & Monserrate | 3:27     |  |
| 3.    | «Yo voy» (con Daddy Yankee)                                                          | Luny Tunes           | 3:51     |  |
| 4.    | «Estás tentándome»                                                                   | Nely · Naldo         | 4:25     |  |
| 5.    | «Guaya, guaya rompe cintura» (con JP, De la Ghetto, Melly-Mel, Angel Doze y Newtone) | Tainy                | 3:59     |  |
| 6.    | «Doncella (Remix)»                                                                   | Eliel                | 3:10     |  |
| 7.    | «Dónde están las mamis?» (con Pitbull, Miri Ben-Ari y Fatman Scoop)                  | DJ Precise           | 4:17     |  |
| 8.    | «Ahora (Remix)» (con Angel Doze, Voltio y John Eric)                                 | DJ Urba & Monserrate | 3:25     |  |
| 9.    | «Hasta abajo (Remix)»                                                                | DJ Urba & Monserrate | 2:54     |  |
| 10.   | «Bachatéalo»                                                                         | Luis Almonte         | 3:01     |  |
| 11.   | «Hace tiempo»                                                                        | Noriega · Mercenario | 2:21     |  |
| 12.   | «Perdóname»                                                                          | Eliel                | 2:48     |  |
| 13.   | «Ahora (FIFA 2005 Edition)» (con Angel Doze)                                         | Luny Tunes · Nely    | 3:00     |  |
| 14.   | «Trayectoria (Remix)»                                                                | Mr. Goldy            | 5:30     |  |
| 15.   | «Yo voy a llegar» (con Burden of Man)                                                | Steven Glicken       | 3:42     |  |
| 53:29 |                                                                                      |                      |          |  |

Notas
- «Donde están las mamis?» apareció previamente como «Jump & Spread Out» del álbum de Miri Ben-Ari, The Hip-Hop Violinist.[9]
- En «Guaya, guaya rompe cintura», Angel Doze aparece acreditado como “Angel Dose”, mientras que De la Ghetto aparece como “Rafi de la Ghetto”.[10]

## Créditos y personal
Adaptado desde AllMusic.
Artistas y producción
- Zion & Lennox – Artista principal, composición, producción ejecutiva.
- Elías de León – Producción ejecutiva.
- Esteban Piñero – Masterización.
- Maestro – Ingeniero de mezcla.
- Vladimir Félix – Mezcla, producción.
- Bones – Composición, producción (1).
- Alex Monserrate, Urbani Mota – Composición, producción, mezcla (2, 8, 9).
- Francisco Saldaña, Víctor Cabrera – Producción (3, 13).
- Ramón Ayala Rodríguez – Artista invitado, composición (3).
- Josías de la Cruz – Composición, producción (4, 13).
- Arnaldo Santos – Composición, producción (4).
- Marco Masis – Composición, producción (5).
- Angel Doze – Artista invitado, composición (5, 8, 13).
- Rafael Castillo – Artista invitado, composición (5).
- Eliel Lind Osorio – Composición, producción (6, 12).
- DJ Precise – Producción (7).
- Miri Ben-Ari – Artista invitada, composición (7).
- Armando Pérez – Artista invitado (7).
- Isaac Freeman – Artista invitado (7).
- John Eric – Artista invitado, composición (8).
- Julio Irving Ramos – Artista invitado, composición (8).
- J-CO – Coros (10).
- Luis Almonte – Producción (10).
- Norgie Noriega – Composición, producción (11).
- Rafy Mercenario – Composición, producción (11, 12).
- Mr. Goldy – Grabación, producción (14).
- Steven “Spider” Glicken – Producción (15).

## Posicionamiento en listas
| Listas (2005)                        | Mejor posición |
| ------------------------------------ | -------------- |
| Estados Unidos (Latin Rhythm Albums) | 4              |
| Estados Unidos (Top Heatseekers)     | 9              |
| Estados Unidos (Top Latin Albums)    | 10             |